# 17702 Kryštofharant
17702 Kryštofharant là một tiểu hành tinh vành đai chính với chu kỳ quỹ đạo là 1964.3643571 ngày (5.38 năm).
Nó được phát hiện ngày 1 tháng 5 năm 1997.